# Jean-Jacques De Gucht

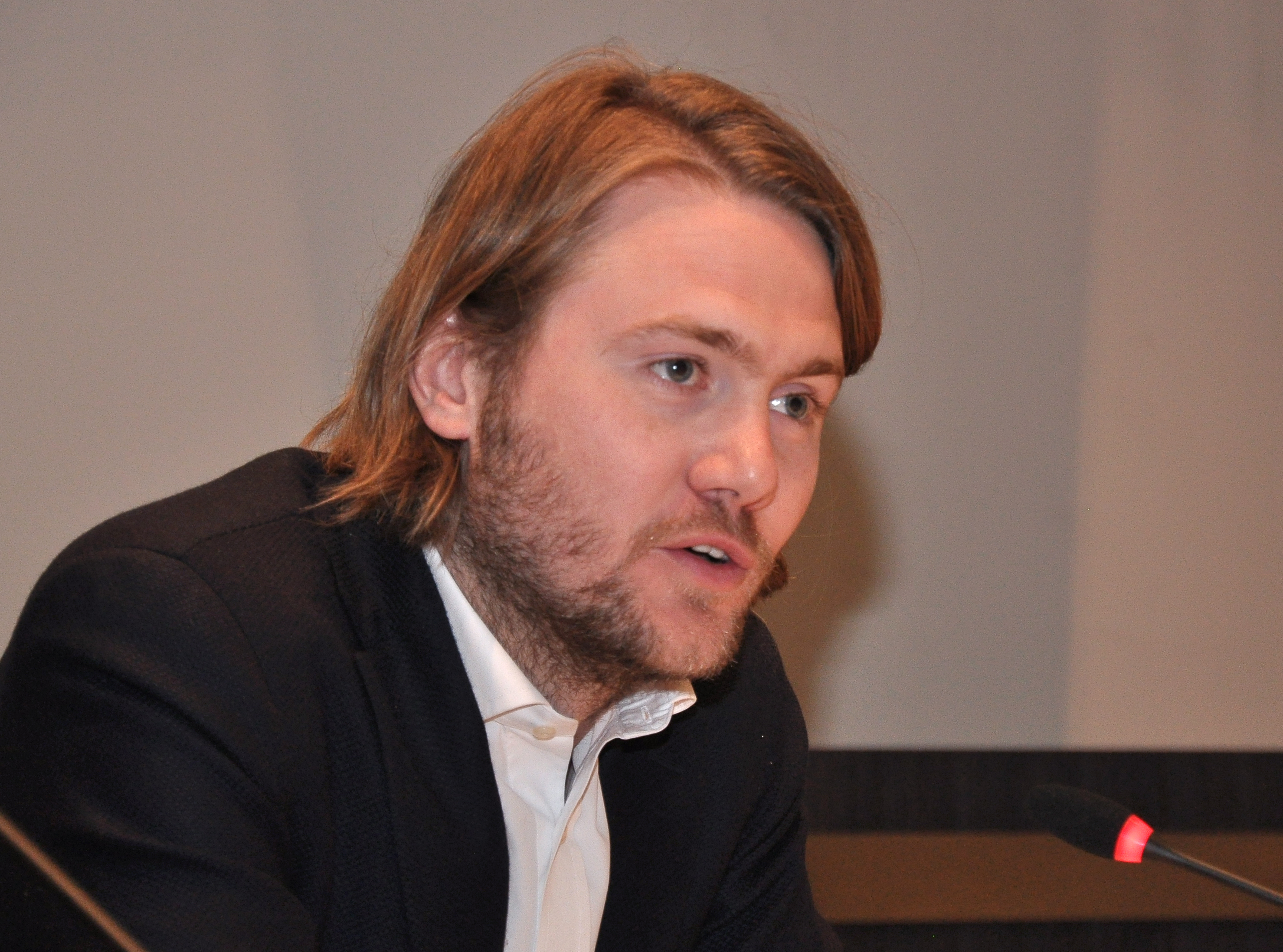
Jean-Jacques De Gucht, 2014

Jean-Jacques De Gucht (geboren am 9. Dezember 1983 in München, Deutschland) ist ein belgischer Politiker. Er gehört der flämischen liberalen Partei Open Vlaamse Liberalen en Democraten (Open VLD) an und ist Sohn der Polizeirichterin Mireille Schreurs sowie des Politikers und Juristen Karel De Gucht.
Er wurde 2007 Mitglied des belgischen Senats und wurde 2009 ins flämische Parlament gewählt. Dieses ordnete ihn bis 2010 als Senator ab. 2013–2014 übte er dieses Amt erneut aus. Seit dem 3. Juli 2014 ist er, wiederum vom flämischen Parlament abgeordnet, Senator für die belgischen Gebietskörperschaften. Am 1. September 2014 wurde er zum Vorsitzenden der Open-VLD-Fraktion im Senat gewählt.
2013 stimmte er im belgischen Senat für die Einführung eines Gesetzes, das seither auch Minderjährigen aktive Sterbehilfe auf eigenes bewusstes Verlangen ermöglicht, wenn diese tödlich erkrankt sind und eine palliative Therapie zur Schmerzstillung nicht ausreichend wirksam ist. Das Gesetz wurde im September 2016 erstmals angewendet.